# Hjehva állomás
Hjehva (Hyehwa) állomás a szöuli metró 4-es vonalának állomása, mely Szöul Csongno-ku (Jongno-gu) kerületében található.

## Viszonylatok
| 4-es vonal                                            | 4-es vonal                | 4-es vonal                                         |
| ----------------------------------------------------- | ------------------------- | -------------------------------------------------- |
| Hanszong (Hanseong) Egyetem Tanggoge (Danggogae) felé | személy- és expresszvonat | Tongdemun (Dongdaemun) Anszan (Ansan) és Oido felé |